# Élection présidentielle azerbaïdjanaise de 2008
L'élection présidentielle azerbaïdjanaise de 2008, sixième élection présidentielle de la République d'Azerbaïdjan depuis son indépendance en 1991, est un scrutin visant à élire le président de la République d'Azerbaïdjan pour un mandat de cinq ans. Elle s'est tenue le 15 octobre 2008.